# Corscia
Corscia é uma comuna francesa situada no departamento da Haute-Corse, na região da Córsega.

## Demografia
| Ano  | População |
| ---- | --------- |
| 1962 | 254       |
| 1968 | 290       |
| 1975 | 276       |
| 1982 | 260       |
| 1990 | 156       |
| 1999 | 155       |